# Gewandhaus Gruber

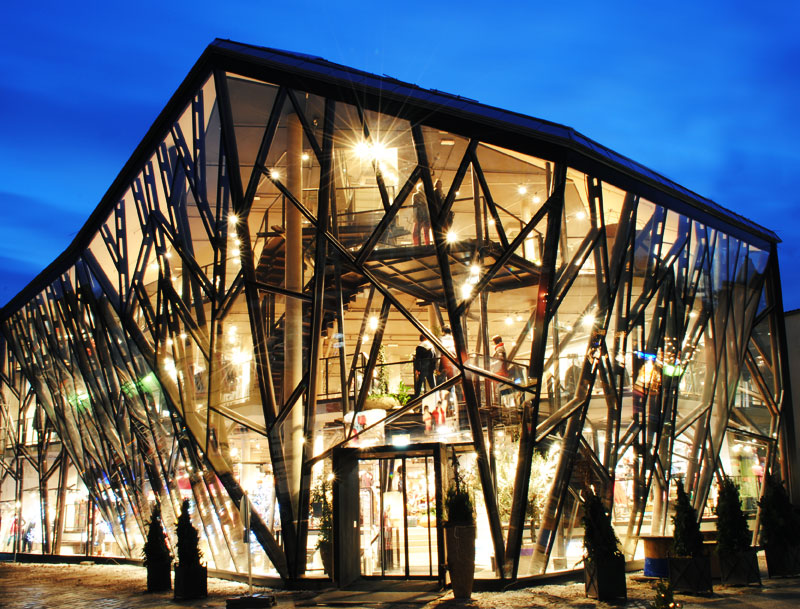
Moderne Erweiterung des Gewandhauses Gruber

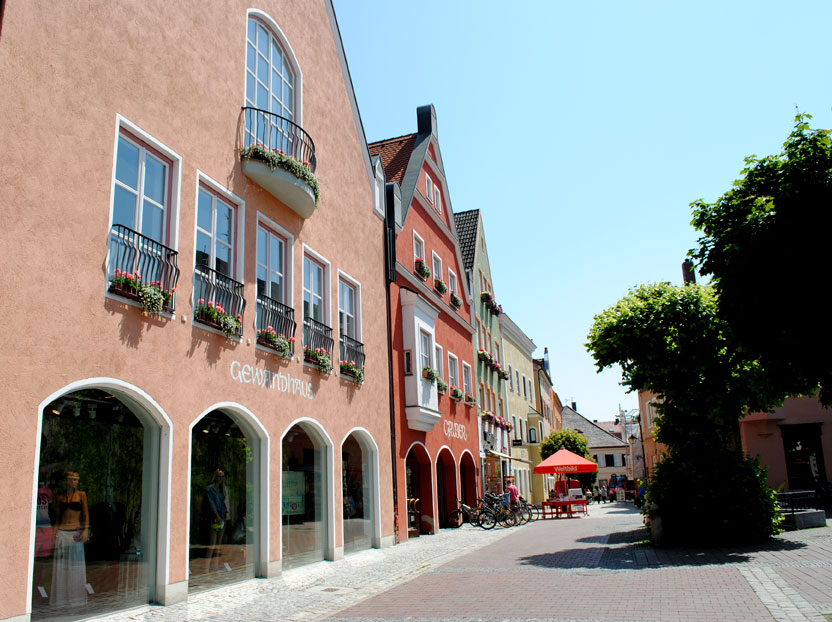
Haupthaus; Ansicht am kleinen Platz

Das Gewandhaus Gruber ist ein Familienunternehmen im Textilhandel in Erding, dessen Wurzeln bis in das Jahr 1657 zurückgehen und das heute in der zwölften Generation geführt wird.

## Geschichte
Im Jahr 1657 ergriff  Hanns Leopold in München den Beruf des Schneiders, er brachte es 1665 zum Hofschneider von Kurfürstin Henriette Adelheid von Savoyen und Kurfürst Ferdinand Maria in der Münchner Residenz.
Sein Ur-Urenkel Michael Wenning erwarb 1843 die Schneiderrechte in Erding für seinen Sohn Benno. 1899 übernahm der Großneffe Hugo Gruber und gab der Schneiderei den heutigen Namen.  1937 zog das Unternehmen an den heutigen Platz in der Langen Zeile in Erding, 1967 wurde das Nachbarhaus hinzugekauft. 1979 eröffnete eine Filiale in Dorfen, 1984 eine in Wasserburg und 2010 eine in Freising.
2012 wurde ein moderner Anbau mit markanten Fassade im Stil des Dekonstruktivismus in der Altstadt ergänzt, der für Diskussionen sorgte.
Das Unternehmen hat heute 350 Mitarbeiter; eine hauseigene Schneiderei gibt es immer noch.
Im Haupthaus integriert ist das Cafe-Restaurant Gruberei, das im Sommer Außengastronomie bietet.

## Auszeichnungen
- 2011: retail technology awards europe[13]
- 2020: Sterne der Wäsche, Fachmagazin Sous zum 15. Mal[14]